# Pio VI.
Pio VI. lat. Pius PP. VI. (Cesena; 27. prosinca 1717. – Valence; 29. kolovoza 1799.), rođen kao Giovanni Angelo Braschi, 250. poglavar Katoličke Crkve, papa od 15. veljače 1775. do smrti 1799.

## Raniji život
Rođen je u Ceseni, Emilia-Romagna, kao najstariji od osmero djece grofa Marca Aurelija Braschija i grofice Ane Terezije, rođene Bandi. Iako aristokratskog podrijetla, to je bila siromašna obitelj. Njegovo krsno ime je Angelo Onofrio Melchiorre Natale Giovanni Antonio. Njegov ujak, Giovanni Bandi (1709. – 1784.), a poslije i nećak, Romoaldo Braschi-Onesti (1753. – 1817.), bili su kardinali Rimokatoličke Crkve. Po završetku osnovnog obrazovanja Giovanni odlazi u isusovački koledž u Ceseni a potom studira na sveučilištu u Ferrari, gdje 1734. stječe doktorat iz prava. Kardinal Tommaso Ruffo (1663. – 1753.) uzima ga za tajnika i postavlja za svog predstavnika u biskupijama Ostia i Velletri-Segni u kojima je kardinal bio ordinarij. Nakon diplomatske misije u Napulju i smrti kardinala Ruffa, 1753. papa Benedikt XIV. imenuje ga svojim osobnim tajnikom a kasnije i kanonikom Bazilike sv. Petra. Godine 1755. zaređen je za svećenika. Obavljao je razne funkcije: domaći prelat Svetog Oca, izvjestilac Vrhovnog suda Apostolske signature, civilni revizor camerlenga Svete Rimske Crkve, revizor kardinala Carla Rezzonica (1724. – 1799.), generalni blagajnik Apostolske komore. Papa Klement XIV. imenovao ga je kardinalom 26. travnja 1773., te postavio za privremenog „upravitelja“ (abate commendatario) kamaldolijanskog samostana San Gregorio al Celio u Rimu, i samostana Subiaco.

## Izbor za papu
Smrt pape Klementa XIV. 22. rujna 1774. naviještala je Rimu mračne dane za Crkvu i papinstvo. Kardinalski kolegij je bio svjestan teškoća svoga vremena ali ni izdaleka nisu slutili kakva opasnost prijeti iz politički nestabilne Francuske. Crkvi je bio potreban papa koji će biti i odlučan i popustljiv, sposoban da se odupre svim opasnostima i koji će istodobno znati činiti potrebne ustupke. Nije bilo lako pronaći papu takvih osobina,  tako da je konklava trajala sto trideset četiri dana.  Sudjelovala su četrdeset i četiri od pedeset pet kardinala. Jedanaest kardinala je bilo odsutno u cijelosti iz izbora, uključujući i dva koja su umrla za vrijeme trajanja konklave. Španjolska, Portugal i Francuska stavile su veto na izbor kardinala Giovannija Carla Boschija (1715. – 1788.) za papu, te pokušale spriječiti i izbor kardinala Braschija, tvrdeći da su oni naklonjeni isusovcima, čiji je red ukinuo prethodni papa. Unatoč tome, kardinal Giovanni Angelo Braschi izabran je za papu 15. veljače 1775. u svojoj pedesetosmoj godini života i odabrao si je ime Pio VI. Budući da novoizabrani papa nije bio biskup, prvo je posvećen za biskupa grada Rima a odmah i okrunjen za papu 22. veljače 1775. godine.

## Pontifikat
Od samog početka pontifikata Pio VI. se morao suočiti s jačanjem ateizma i željama raznih država da kontroliraju Crkvu na svom terenu, te zahtjevima za potpunim ukidanjem isusovačkog reda. I u samoj Crkvi javljali su se upozoravajući znakovi dubokog nezadovoljstva. Otpor nižeg klera prema biskupima u nekim zemljama je poprimio oblik revolucije. Redovnički kler je bio u istoj krizi kao i svjetovni. Sve je manje bilo svećenika. Disciplina je popustila a zavjet siromaštva sve se više kršio. Slika općeg stanja Crkve u Zapadnoj Europi u predvečerje francuske revolucije bila je kaotična i mračna. Mnogi su tada mislili, pa čak i u samoj Rimskoj kuriji, kako papinstvo odbrojava svoje posljednje dane. Crkva se posebno našla pod udarom u Austriji, gdje je car Josip II. (1765. – 1790.), pod utjecajem prosvjetiteljstva, provodio vjersku politiku, tzv. jozefinizam, kojim se nastojalo umanjiti utjecaj Crkve. Uvjeren da mu razni ministri priječe otvorenu komunikaciju s Carem, Pio VI. je poduzeo korak nečuven još od Srednjeg vijeka; pisao je Josipu II. i tražio da se sastanu. Odgovor koji je u ime Cara sastavio kancelar Wenzel Anton von Kaunitz-Rietberg (1711. – 1794.) trebao je Papu odvratiti od tog pokušaja. Ali Pio VI. se nije dao obeshrabriti i 22. ožujka 1782. je doputovao u Beč. Car ga je primio s poštovanjem, te mu dao obećanje da njegove crkvene reforme neće sadržavati nikakve povrede katoličke dogme ili narušavanje dostojanstva pape. Papino zaklinjanje da hitno treba reagirati kako države ne bi zahvatio kaos propasti, aludirajući na izglasanu Deklaraciju neovisnosti Sjedinjenih Američkih Država, koju nije baš najbolje razumio, te tvrdeći kako danas napadaju vlast pape, ali da će sutra doći u pitanje i vlast kneževa i kraljeva, na Cara nije ostavilo nikakav učinak. Papino strahovanje, pokazat će se nekoliko godina kasnije kao proročansko. Papa je ostao u Beču do 22. travnja 1782. a zatim se vratio u Rim neobavljena posla. Car je čak pratio Papu dio puta do samostana Mariabrunn, da bi samo nekoliko stati pošto je Papa napustio samostan, donio dekret o zatvaranju tog samostana. Napetost između Pape i Cara dostigla je vrhunac kada je Car svojevoljno imenovao svog čovjeka na upražnjenu stolicu milanskog nadbiskupa, zbog čega je Pio VI. zaprijetio Caru i ekskomunikacijom. Sljedeće godine, Josip II. je uzvratio posjet Papi, no samo protokolarno. Carev primjer slijedio je u Toskani njegov brat, veliki vojvoda Leopold (1765. – 1790.), koji će nakon smrti Josipa II.  naslijediti carsko prijestolje kao Leopold II. (1790. – 1792.) i Scipione de Ricci, biskup Pistoije (1780. – 1791.). Njih dvojica su planirali lokalne Crkve odvojiti od papinog utjecaja. Sukob je kulminirao na Sinodi u Pistoji 1786. kojim je ukinut papin primat. U svojoj enciklici "Auctorem fidei" od 28. kolovoza 1794., Papa je osudio djela a posebno osamdeset pet propozicija te Sinode. Slično je bilo i u nekim njemačkim i austrijskim biskupijama. Ali pravi progoni Crkve tek će započeti i to u Francuskoj, gdje 14. srpnja 1789. građani Pariza, pritisnuti sve većim porezima i rastom cijena kruha, napadaju i osvajaju zloglasnu tamnicu Bastilleu. Bio je to početak Francuske revolucije, koja će uzdrmati temelje cijele Europe.  
Francuska Ustavotvorna skupština 12. srpnja 1790. izglasala je Civilni ustav klera, u kojem je definiran položaj svećenika, koji od tada potpadaju pod vlast Države. Svećenici su bili zaduženi za matične knjige i pokapanja mrtvih, za što su dobivali državnu plaću, a biskupi su trebali biti birani a ne da ih izabire papa. Težak položaj u kojem se našao kralj Luj XVI. (1774. – 1792.), za kojeg je Papa imao veliku brigu i razumijevanje, usporilo je Papinu reakciju. Papina reakcija će uslijediti u njegovoj enciklici „Charitas quae“ od 13. travnja 1791. kojom osuđuje taj Ustav. Ta papina enciklika bila je uzrok početka progona Francuske Crkve. Pogubljenje kralja Luja XVI. 21. siječnja 1793. izazvalo je kod Pape duboko žaljenje, jer je Kralja smatrao ispovjednikom vjere i mučenikom. Papa je osudio kao ubojice sve zastupnike francuske Narodne skupštine koji su glasovali za Kraljevu smrt, te time okrenuo protiv sebe mržnju revolucionara.  Kada je Papa osudio i Deklaraciju o ljudskim pravima, prekinuti su diplomatski odnosi između Francuske i Svete Stolice a Francuska zauzima papinske teritorije u Avignonu i Venaissinu. Papina suradnja s alijansom protiv Francuske Republike, te ubojstvo francuskog veleposlanika Nicolasa-Jeana Hugona de Bassvillea (1753. – 1793.) u Rimu, bili su povodom francuskog napada na Papinsku Državu pod zapovjedništvom generala Napoleona Bonapartea (1769. – 1821.). U proljeće 1796. Napoleon zauzima Milano a u lipnju stiže i u papinski grad Bolognu. Papa je zatražio pregovore, te 23. lipnja njegov opunomoćenik potpisuje primirje pod vrlo teškim uvjetima. Papin izaslanik, kardinal Alessandro Mattei (1744. – 1820.), potpisao je u Tolentinu (Marche) 19. veljače 1797. mirovni ugovor, kojim je Pio VI. de jure priznao Francusku Republiku odrekavši se u njenu korist Avignona, grofovije Venaissin, upravnih posjeda Bologne, Ferare i Ravene, i pristao isplatiti odštetu od dvadeset milijuna zlatnih dukata i predaje neprocjenjivih umjetničkih djela.  Francuska Republika akreditirala je pri Svetoj Stolici svoga veleposlanika u osobi Josepha Bonapartea (1768. – 1844.) i činilo s da je mir osiguran. Ali događaj koji se zbio 28. prosinca 1797. kada je u blizini francuskog veleposlanstva došlo do sukoba između papinskih vojnika i rimske mladeži, kojom prilikom je poginuo francuski general Leonard Duphot (1769. – 1797.), pokušavajući smiriti situaciju, pokrenut će novu lavinu. Obaviješten o događaju, Papa se ispričao francuskom veleposlaniku, što on nije prihvatio, te je napustio Rim. Reakcija francuskog Direktorija bila je trenutna. Francuske trupe kreću prema Rimu i bez većih poteškoća 11. veljače 1798. zauzimaju grad. Četiri dana kasnije, 15. veljače proglašena je Rimska Republika, a 18. veljače uspostavljena je nova vlast. 
Francuski povjerenik Haller, zajedno sa svojim pomagačima došao je 17. veljače u Vatikan. Uslijedio je pretres svih odaja Apostolske palače, pa čak i Papine spavače sobe. Tom prilikom Haller je pozvao Papu da u roku od četrdeset osam sati napusti Rim, kako je rekao, zbog njegove sigurnosti. Unatoč Papinom protivljenju, u noći 20. veljače Pio VI. je prisilno odveden iz Rima u samostan augustinaca u Sieni. Dana 10. travnja, Papa je prebačen u kartuzijanski samostan blizu Firenze. Kada je francuska vojska okupirala Toskanu Pio VI., tada u svojoj osamdesetprvoj godini života, postao je njenim zarobljenikom. Po nalogu Direktorija odveden je u Bolognu, zatim u Parmu, Torino, Grenoble, i napokon u grad Valence, kamo je stigao na nosilima 14. lipnja 1799. u potpuno iscrpljenom stanju.

## Papina smrt
Napola paraliziran, papa Pio VI. umro je 29. kolovoza 1799. godine. Građanin Jean-Louis Chauveau, gradski službenik u Valenceu, poslao je izvješće Direktoriju „o smrti rečenog Giovannija Angela Braschija, koji je obavljao dužnost pape“, te „mudro“ objavio „da je pokojni Papa bio posljednji“.  Piju VI. nije bio odobren pokop dostojan njegovog položaja i sahranjen je na mjesnom groblju. U trenutku njegove smrti Vatikan, kao i ostale palače u Rimu bile su temeljito opljačkane od strane francuske vojske. Kurija se raspršila, a malobrojni kardinali koji su ostali u Rimu skrivali su se po raznim utočištima. U takvim okolnostima moglo se povjerovati da je papinstvo zaista mrtvo. No, papa Pio VI. se pobrinuo da se to ne dogodi i neposredno prije svoje smrti poslao svim kardinalima upute za izbor svoga nasljednika.
Bio je to tužan kraj jednog Pape. Papa Pio VI.  je bio vrlo lijep čovjek. Rimljani su ga odmah nakon izbora za papu nazvali „lijepim papom“ (il papa bello). Ponosan na svoj lijep izgled, Pio VI. je bio monden ali i tašt. Visok, vitak, gorda držanja; o njemu postoje brojna svjedočanstva hodočasnika koji su dolazili u Rim. Osvajao ih je svojom pristupačnošću i ljubaznošću. Pomalo starinskih manira, vrlo naobražen, veliki ljubitelj književnosti i umjetnosti, strasno zaljubljen u arheologiju, Pio VI. je Vječnom gradu vratio njegov karakter kulturnog središta. Njegova velika slabost je bila njegova vlastita obitelj koju je obasipao materijalnim dobrima. Unatoč navedenim manama Pio VI. je bio pobožan, čestit i neporočan čovjek. Za vrijeme boravka na Petrovoj stolici imenovao je sedamdeset tri kardinala u dvadeset tri konzistorija. Od teoloških djela ovaj papa ostavio je dvadeset sedam enciklika, od kojih je zadnja „Quoties animo“ objavljena samo dva tjedna prije smrti.  Tek nakon Konkordata 1801. tijelo pape Pija VI. je preneseno u Rim, gdje mu je 17. veljače 1802. priređen svečani doček. 